# Marina Georgieva
Marina Georgieva (Melk, 13 april 1997) is een voetbalspeelster uit Oostenrijk. Ze speelt als verdediger voor ACF Fiorentina in de Serie A.

## Clubcarrière
Georgieva begon met voetballen bij FK Hainburg. In 2012 verhuisde ze naar het net naar de ÖFB-Frauenliga gepromoveerde SKN St. Pölten. Georgieva maakte de opmars van de club mee naar het kampioenschap in 2015. Het jaar erop werd ze nogmaals landskampioen.  Ook won ze driemaal de Oostenrijkse Beker met de club.
In januari 2017 maakte Georgieva de overstap naar het Duitse 1. FFC Turbine Potsdam. Na anderhalf seizoen verkaste ze naar competitiegenoot SC Sand.
Op 11 augustus 2022 maakte het Franse Paris Saint-Germain bekend Georgieva voor twee jaar te hebben vastgelegd tot juni 2024. Op 28 juli 2023 kwamen Georgieva en Paris Saint-Germain in onderling overleg een contractontbinding overeen. Hierna maakte Georgieva de overstap naar ACF Fiorentina.
Georgieva liep op 22 oktober van hetzelfde jaar tegen een tweede gele kaart aan tegen Juventus FC.

## Statistieken
| Seizoen | Club                   | Land      | Competitie          | Wedstrijden | Doelpunten |
| ------- | ---------------------- | --------- | ------------------- | ----------- | ---------- |
| 2016/17 | 1. FFC Turbine Potsdam | Duitsland | Tweede Bundesliga   | 8           | 2          |
| 2017/18 | 1. FFC Turbine Potsdam | Duitsland | Tweede Bundesliga   | 18          | 2          |
| 2016/17 | 1. FFC Turbine Potsdam | Duitsland | Bundesliga          | 0           | 0          |
| 2017/18 | 1. FFC Turbine Potsdam | Duitsland | Bundesliga          | 0           | 0          |
| 2018/19 | SC Sand                | Duitsland | Bundesliga          | 14          | 1          |
| 2019/20 | SC Sand                | Duitsland | Bundesliga          | 5           | 0          |
| 2020/21 | SC Sand                | Duitsland | Bundesliga          | 20          | 1          |
| 2021/22 | SC Sand                | Duitsland | Bundesliga          | 16          | 1          |
| 2022/23 | Paris Saint-Germain    | Frankrijk | Division 1 Féminine | 4           | 0          |
| 2023/24 | ACF Fiorentina         | Italië    | Serie A             | 22          | 0          |
| 2024/25 | ACF Fiorentina         | Italië    | Serie A             | 13          | 0          |
| Totaal  | Totaal                 | Totaal    | Totaal              | 120         | 7          |

Laatste update: 9 april 2025

## Interlandcarrière
Georgieva maakte in 2017 haar debuut voor het Oostenrijkse nationale team. Hetzelfde jaar was ze onderdeel van de Oostenrijkse selectie die de halve finale wist te behalen op het EK 2017 in Nederland 
Georgieva werd in 2022 door bondscoach Irene Fuhrmann opgenomen in haar selectie voor het EK 2022.

## Persoonlijk
Georgieva is van Bulgaarse afkomst.